# Arne Bendiksen
Arne Joachim Bendiksen (Bergen, Noruega; 19 de octubre de 1926 - Bergen, 26 de marzo de 2009) fue un cantante, compositor y productor noruego, conocido como «el padre del pop» en Noruega.

## Carrera
En las décadas de 1950, 1960 y 1970, fue la mayor figura de la música popular noruega. Primero, como miembro del grupo The Monn Keys, luego como solista y compositor para otros artistas. Además de escribir sus propias canciones, también traducía muchos de los éxitos extranjeros al noruego, haciendo de ellos éxitos en Noruega. 
En 1964 estableció su propia compañía discográfica. Gracias a él, alcanzaron la fama artistas como Wenche Myhre o Kirsti Sparboe.

## Festival de Eurovisión
Arne Bendiksen tomó parte en la preselección noruega para elegir representante en el Festival de Eurovisión en diversas ocasiones, tanto como cantante como compositor. Representó a Noruega como cantante en el Festival de la Canción de Eurovisión 1964 con el tema «Spiral».
Participó como compositor en el Festival de la Canción de Eurovisión 1966 de la canción «Intet er nytt under solen» interpretada por Åse Kleveland, que alcanzó la tercera posición, aunque su tema «Oj, oj, oj, så glad jeg skal bli» para el Festival de la Canción de Eurovisión 1969 solo obtuvo un punto. También compuso el tema «Lykken er» para Eurovisión 1971 y el tema «Å, for et spill» para Eurovisión 1973.

## Carrera posterior
Arne continúo cantando y componiendo en los años de la década de 1970. La década de 1980, lanzó para el público infantil un casete titulado Barnefest i Andeby, que contenía canciones sobre varios personajes de Disney y la ciudad imaginaria de Duckburg. Esta cinta fue un éxito y tuvo una secuela titulada Jul i Andeby, con canciones navideñas. 
Arne Bendiksen murió el 26 de marzo de 2009, tras una breve enfermedad provocada por un fallo cardíaco.